# Cyphocharax santacatarinae
Cyphocharax santacatarinae és una espècie de peix de la família dels curimàtids i de l'ordre dels caraciformes.

## Morfologia
- Els mascles poden assolir 20,1 cm de llargària total.[5]

## Hàbitat
Viu en zones de clima tropical.

## Distribució geogràfica
Es troba a Sud-amèrica: rius costaners de Paranà, Santa Catarina i el sud de São Paulo (Brasil).